# Estación Palo Verde II
Estación Palo Verde II es el nombre que recibe una estación del Metrocable de Caracas en su tramo Mariche-Palo Verde en el oeste del Distrito Metropolitano de Caracas y al centro norte del país sudamericano de Venezuela. No debe ser confundida con la estación Palo Verde de la línea 1 del Metro de Caracas ni con la Estación Palo Verde III del Metrocable La Dolorita. Recibe su nombre por el sector del Municipio Sucre del Estado Miranda donde se ubica.
Fue inaugurada en diciembre de 2012 junto con la estación Mariche, siendo el segundo tramo de Metrocable inaugurado en Caracas después del tramo Parque Central-San Agustín ubicado en el Municipio Libertador. Actualmente está estación se encuentra en trabajos de rehabilitación.